# 杰夫·哈利伯顿
杰弗里·哈利伯顿（英語：Jeffrey Halliburton，1949年7月3日—），美国NBA联盟前职业篮球运动员。他在1971年的NBA选秀中第3轮第39顺位被亚特兰大鹰选中。